# Spasalus paulinae
Spasalus paulinae is een keversoort uit de familie Passalidae. De wetenschappelijke naam van de soort is voor het eerst geldig gepubliceerd in 1998 door Amat-Garcia.